# Emblyna acoreensis
Emblyna acoreensis är en spindelart som beskrevs av Jörg Wunderlich 1992. Emblyna acoreensis ingår i släktet Emblyna och familjen kardarspindlar. Inga underarter finns listade i Catalogue of Life.